# 松布兰 (上比利牛斯省)
松布兰（法語：Sombrun，法語發音：[sɔ̃bʁœ̃]）是法国上比利牛斯省的一个市镇，属于塔布区。

## 地理
松布兰（43°28'43"N, 0°0'25"E）面积9.67 平方千米，位于法国奧克西塔尼大區上比利牛斯省，该省份为法国西南部内陆省份，北至热尔省，西接大西洋比利牛斯省，南与西班牙接壤，东临上加龙省。
与松布兰接壤的市镇（或旧市镇、城区）包括：维勒弗朗克、蒙科、埃斯蒂拉克、拉伊特图皮耶尔、拉斯卡泽尔、莫布尔盖。

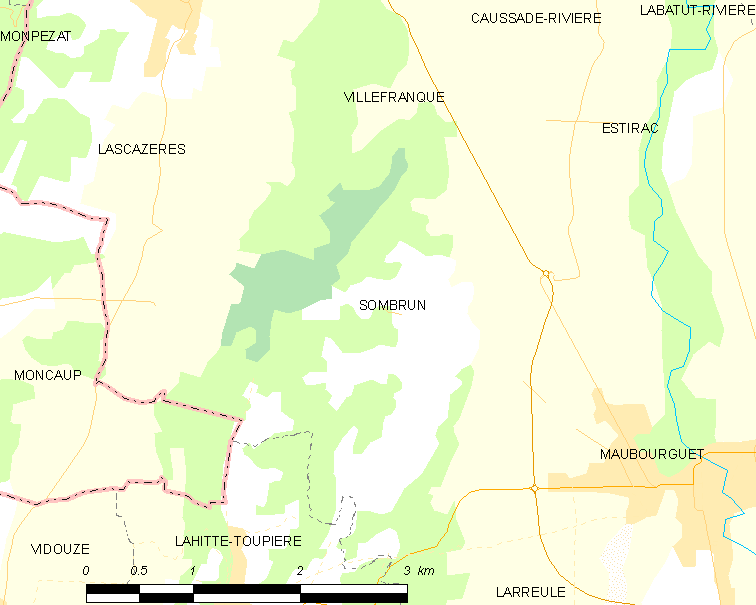
的OSM定位图

松布兰的时区为UTC+01:00、UTC+02:00（夏令时）。

## 行政
松布兰的邮政编码为65700，INSEE市镇编码为65429。

## 政治
松布兰所属的省级选区为阿杜尔河谷-吕斯唐-马迪拉奈县。

## 人口

1962-2008年间人口变化图示

松布兰于2022年1月1日时的人口数量为198人。